# Hollywood Rip, Ride, Rockit
Hollywood Rip, Ride, Rockit in Universal Studios Florida (Orlando, Florida, USA) ist eine Stahlachterbahn vom Modell X-Car Music des Herstellers Maurer Rides, die im August 2009 eröffnet wurde. Sie wird oft als Pendant des B&M Hyper Coasters Hollywood Dream: The Ride gesehen, welcher (ebenfalls mit On-Board Soundsystem) in den Universal Studios Japan steht. Am 27. Dezember 2024 gab Universal bekannt, dass Hollywood Rip, Ride, Rockit im September 2025 schließen und abgerissen wird. Im Juni 2025 wurde das Schließungsdatum konkretisiert und auf den 18. August 2025 vorgezogen.

## Fahrt
Die höchste Achterbahn im Universal-Resort Orlando startet nach dem Verlassen der Station mit dem 51 Meter hohen Lifthill, welcher den Zug vertikal auf den höchsten Punkt der Bahn befördert. Nach Vollendung des First Drop fährt der Zug in einen Non-inverting Loop, welcher zwar die Form eines klassischen Loopings beschreibt, den Besucher allerdings zu keinem Zeitpunkt über Kopf lässt. Dieses Element findet man weiterhin nur auf dem Maurer Launched Coaster Shock im MagicLand, wobei dort die Ausfahrt am Scheitelpunkt – anders als bei Hollywood Rip, Ride, Rockit – in die gleiche Richtung wie die der Einfahrt geht. Es folgt eine der Blockbremsen, welche für die hohen Kapazitäten notwendig ist. Nach einer weiteren Abfahrt fährt der Wagen in eine Helix, an die sich eine übergeneigte Kurve anschließt. Nach einer weiteren Blockbremse fährt der Zug weiter Richtung Station, über die Warteschlange mit Hilfe einer weiteren stark geneigten Kurve hinweg, bis zum letzten Teil der Fahrt und der Wende in Form eines horizontalen Loopings, womit Inversionen zwar angedeutet sind, die Achterbahn letztendlich aber keine besitzt.
Die Bahn vollführt ein klassisches „Out & Back“-Layout und befindet sich in der Schneise zwischen Universal Studios und Islands of Adventures und nutzt die gesamte Länge des Parks aus.

## Züge
Hollywood Rip, Ride, Rockit besitzt sieben Züge mit jeweils zwei Wagen. In jedem Wagen können sechs Personen (drei Reihen à zwei Personen) Platz nehmen. Zu den Besonderheiten zählen ein individuelles Beschallungssystem mit je zwei Lautsprechern in der Kopfstütze als auch eine LED-Beleuchtung an den X-Car-Wagen. Über ein Touch-Screen im Bügel des X-Seats lassen sich kurz nach dem Einsteigen verschiedene Musikstücke auswählen und abspielen. Diese Züge sind für einen X-Coaster einmalig.

## Musikauswahl
Während der Fahrt können 30 Songs aus sechs Kategorien abgespielt werden:
- Classic Rock und Heavy Metal

„Bring Me to Life,“ Evanescence
„Paralyzer,“ Finger Eleven
„Born to Be Wild,“ Hinder
„Rollin’,“ Limp Bizkit
„Kickstart My Heart,“ Mötley Crüe
„Gimme All Your Lovin’,“ ZZ Top
- Elektronische Musik

„Intergalactic“, Beastie Boys
„Busy Child,“ The Crystal Method
„Keep Hope Alive,“ The Crystal Method
„Harder Better Faster Stronger,“ Daft Punk
„Pump Up the Volume,“ MARRS
„Le Disko,“ Shiny Toy Guns
- Country-Musik

„Midnight Rider,“ The Allman Brothers Band
„The Devil Went Down to Georgia,“ The Charlie Daniels Band
„Guitars, Cadillacs,“ Dwight Yoakam
„I Can Sleep When I’m Dead,“ Jason Michael Carroll
„Living in Fast Forward,“ Kenny Chesney
„All Night Long,“ Montgomery Gentry
- Rap und Hip-Hop

„Sabotage,“ Beastie Boys
„Don’t Phunk with My Heart,“ The Black Eyed Peas
„Pump It,“ The Black Eyed Peas
„Insane in the Brain,“ Cypress Hill
„Stronger,“ Kanye West
„Rock Star,“ N.E.R.D.
- Popmusik und Disco

„Bad Girls,“ Donna Summer
„Glamorous,“ Fergie
„I Will Survive,“ Gloria Gaynor
„That’s the Way (I Like It),“ KC and the Sunshine Band
„U Can’t Touch This,“ MC Hammer
„Hella Good,“ No Doubt
Zusätzlich lassen sich als Easter Egg noch geschätzt 60 weitere Songs wählen, die nicht im Menü aufgelistet sind. Dafür muss das Logo gedrückt gehalten und eine dreistellige Nummer eingegeben werden, welche mit einem der versteckten Songs verknüpft ist.

## Probleme
Erste Probleme tauchten (nach der geplanten Eröffnung im Frühling) bei Testfahrten im Juni auf, als der Lift – aufgrund von defekten Mitnehmern an den Zügen für die Kette – teilweise demontiert werden musste. Weitere Probleme kamen im August hinzu, als der Banner am Lift von einem Sturm zerrissen wurde. 2010 wurden alle Maurer X-Car Coaster mit mehrgliedrigen Zügen geschlossen, da defekte Kupplungen auffielen. Zudem funktionierte lange Zeit nach der Eröffnung das Förderband in der Station nicht, welches ein weiterer Faktor für die hohe Kapazität der Bahn ist, da die Züge in der Station im regulären Betrieb nicht stehen bleiben.

## Fotos

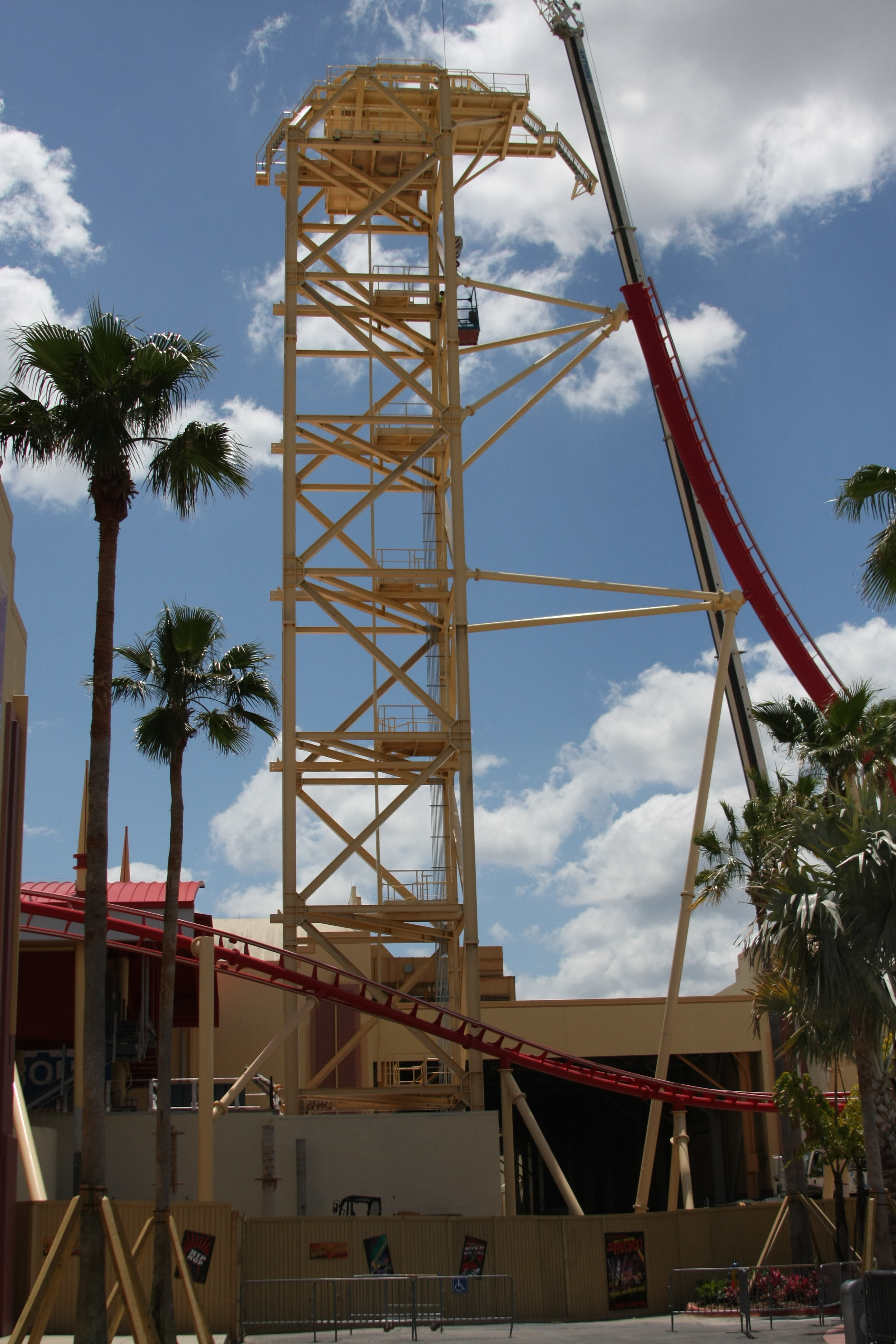
Bau am Lifthill im April 2009
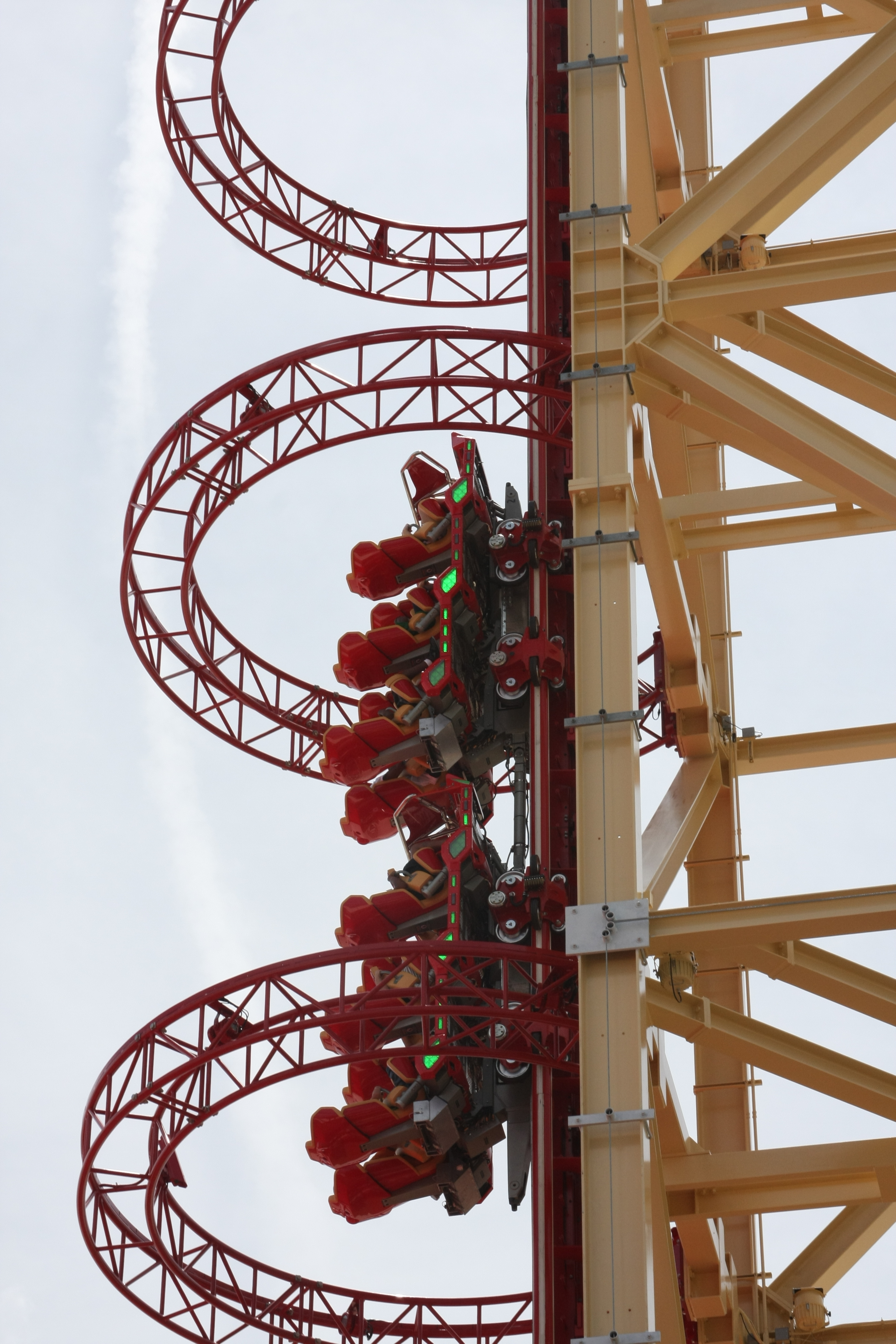
Lifthill
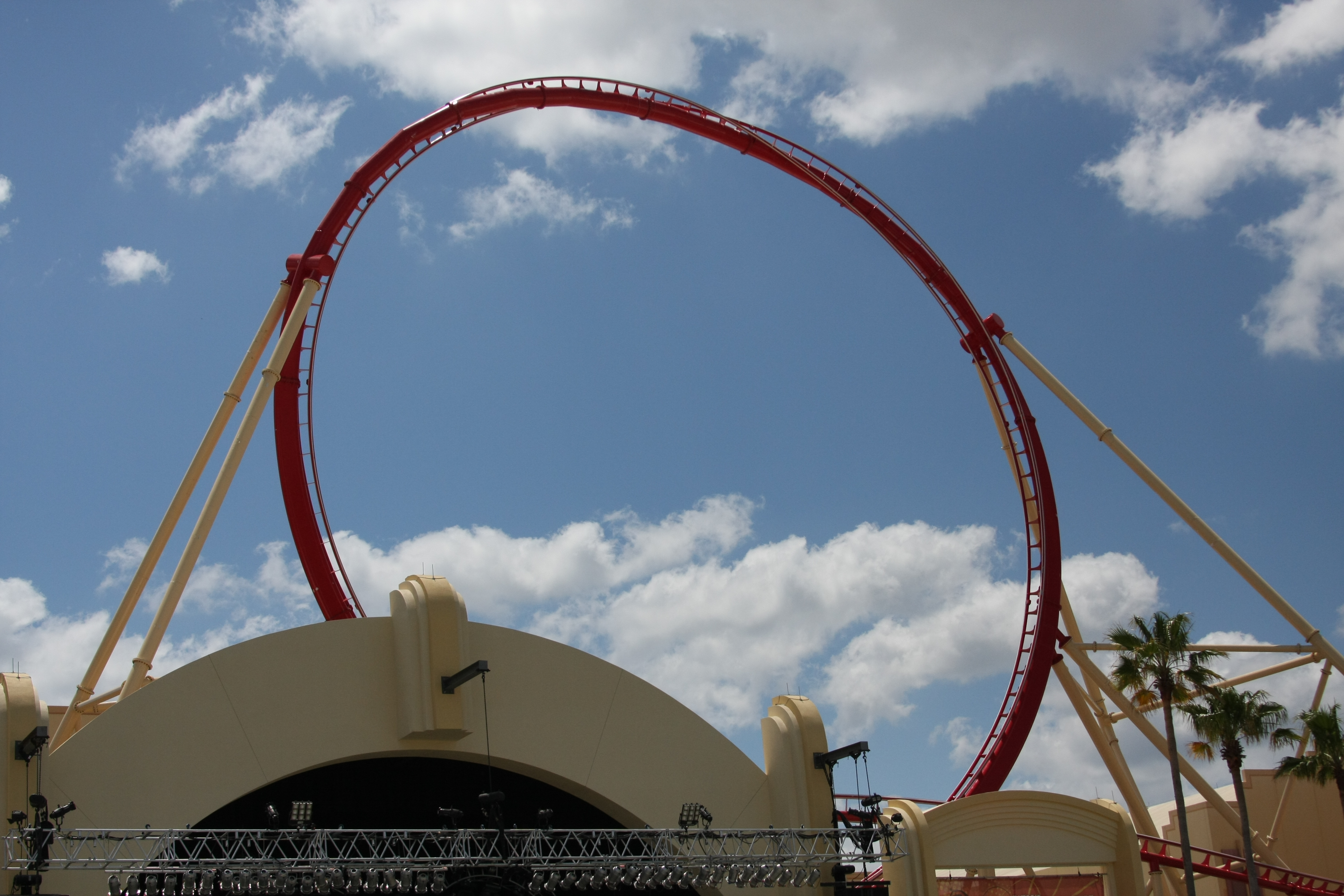
Non-inverting Loop